# Saint-Christophe-en-Bazelle
Saint-Christophe-en-Bazelle é uma comuna francesa na região administrativa do Centro, no departamento Indre. Estende-se por uma área de 13,92 km². Em 2010 a comuna tinha 371 habitantes (densidade: 26,7 hab./km²).